# Felix Lee
Felix Lee (en coreà 이용복 / Lee Yong Bok), més conegut com a Felix. Va néixer el 15 de setembre del 2000 a Sydney Austràlia. És un cantant, raper i ballarí, i és conegut per formar part de la banda sud-coreana de K-Pop (pop coreà) Stray Kids, formada per la companyia de JYP entertainment. La banda va debutar l’any 2017, i està actualment formada per vuit integrants: Lee Know, Han, I.N, Bang Chan, Hyunjin, Seungmin, Changbin, i Felix.

## Biografia

### Primers anys i educació
Va néixer i es va criar a Austràlia, junt amb els seus pares, els dos coreans. Té dos germanes, una més gran, Rachel, i una de més petita, Olívia. Va cursar a l'escola catòlica St Patrick’s Marist College, en la qual està graduat. L’any 2017 va ingressar a JYP Entertainment com a aprenent. Després dels entrenaments va conèixer als que ara són els seus companys de banda.

## Carrera

### Stray kids (TV)
Després d’ingressar a JYP Entertainment i entrenar durant mesos amb el seu grup, va competir junt amb els altres membres de stray kids, per poder debutar com a grup, a través del programa de Stray Kids (TV).
Tot i que va aconseguir passar moltes de les proves d’aquest concurs, va ser eliminat en el capítol Nº 8. Però gràcies al suport del públic, va poder tornar a la competició i mantenir-se en el grup.
Previ al seu debut van llençar Mixtape (EP) (extended play). Aquest consta de 7 cançons que van ser gravades i interpretades pel grup en el reality show, com a part d’un dels desafiaments del concurs. L’EP conté una cançó composta per Felix, Changbin y Lee Know. També conté cançons d’èxit com ”Hellavator”, i va debutar com a núm. 2 a la llista d'àlbums mundials a billboard. També va arribar al top 10 de diverses llistes d'àlbums d'iTunes a tot el món.

### Debut
El Felix va fer el seu debut junt amb Stray Kids el 25 de març de 2018 amb I Am Not, un EP de vuit cançons, que conté èxits com ”District9” i “Mirror”.
Aquest mini àlbum va ser molt esperat després de mixtape que va ser llançat dos mesos abans. Aquest nou EP va ser molt ben acceptat per les fans internacionals, i va aconseguir arribar al número 1 a la llista d'àlbums d'iTunes a 10 països diferents. Totes les cançons d’aquest EP van ser escrites pels mateixos integrants del grup. D’aquestes Felix va coescriure el “mixtape #1”.

### Trajectòria amb Stray kids
Poc després del seu debut van fer el llançament de I Am Who, al 6 d’agost del 2018, aquest és el segon miniàlbum de la trilogia “I am”. I posteriorment van fer el llançament de I Am You al 22 d’octubre del 2018. D’aquests dos EP ell va coescriure “WHO?”, “Mixtape #2 “ i “mixtape #3”.
Clé 1: MIROH és el seu quart miniàlbum que va ser llançat el 25 de març del 2019, d’aquest àlbum Felix va coescriure junt amb els seus companys de banda “Mixtape #4”.
Clé 2: Yellow Wood és el segon àlbum de la série "Clé", va ser llançat el 19 de juny del 2019, i Felix va coescriure “Mixtape #5”.
Clé 3: LEVANTER és el seu tercer àlbum en la serie Clé, aquest va ser llançat el 9 de desembre del 2019. Però anterior a aquest llançament van treure dos Singles que son “Double Knot” i “Astronaut”. En aquest últim àlbum de la trilogia “Clé” va co-escriure les cançons “Mixtape #1”, “Mixtape #2”, “Mixtape #3” i “Mixtape #4”.
L’any 2020, Stray Kids va fer una de les seves gires més famoses “Hi-STAY” que van donar per Corea del sud. També van treure un nou mixtape: SKZ-PLAYER. I van donar inici a una nova gira per Seül que es diu “District 9: Unlock”.
El 18 de març del 2020 el grup va fer un nou llançament amb un àlbum recopilatori, SKZ2020. Aquest inclou cançons que ja havien sortit anteriorment, junt amb nous temes. Al mateix any també van fer el llançament de dos àlbums més, aquests son Go Live i All In. En l'àlbum de Go Live, Felix va coescriure i cantar la cançó de "Wow", junt amb Lee Know, i Hyunjin.
Ja entrant a l’any 2021, el 23 d’agost Stray Kids va fer el llançament de l’àlbum Noeasy, que és el seu segon àlbum d’estudi després de Go Live. D’aquest àlbum Felix va coescriure la cançó “Surfin”, junt amb Changbin i Lee Know.

## Composicions
Stray Kids - Surfin (2021)
Stray Kids - Wow (2020)
Stray Kids - Mixtape #5 (2019)
Stray Kids - Mixtape #4 (2019
Stray Kids - Mixtape #3 (2018)
Stray Kids - Mixtape #2 (2018)
Stray Kids - Who? (2018)
Stray Kids - Mixtape #1 (2018)
Stray Kids - Glow (2018)

## Programes de televisió
L'any 2017 va sortir al programa de televisió Stray Kids, que és el reality show pel qual Felix va entrar al grup Stray kids. La primera emissió es transmeté el 17 d'octubre del 2017 i l'última el 19 de desembre d'aquell mateix any. Aquest reality consta de 10 capítols i una temporada.
L’any 2018 va sortir al programa de televisió Stray Kids: Two Kids Room. Aquest programa consta de 5 temporades i 49 capítols en total. El primer capítol va ser estrenat l’11 d’agost del 2018, i l’últim el 6 de novembre del 2019.
L’any 2019 i 2020 va protagonitzar el programa de televisió Stray Kids: Finding SKZ junt amb els seus companys de banda. Aquest reality consta de 2 temporades. La primera de 7 capítols, que va ser estrenada el 2019, i la segona de 4, que va ser estrenada al 2020. El primer capítol va ser estrenat el 20 de març del 2019, i l’últim de la segona temporada el 15 de juliol del 2020.
L’any 2019 va sortir al programa de televisió Stray Kids: MY FIRST MAMA. Aquest programa consta d’1 temporada de dos capítols. I explica la seva primera experiència en els MAMAs. El primer capítol va ser estrenat el 5 de gener del 2019 i l’últim el 9 de gener del 2019.
L’any 2019 i 2020 va sortir al programa Stray Kids: SKZ-TALKER GO! Aquest consta de 2 temporades. La primera d’11 capítols, i la segona de 2. Aquest programa es basa en ell i el seu grup gravant la seva experiència en el Tour mundial. El primer capítol de la primera temporada va ser estrenat el 23 de febrer del 2019, i l’últim capitol de la segona temporada va ser estrenat el 22 de març del 2020.
De l’any 2018 a l’any 2020 va sortir al programa de stray kids: spot kids: black. Aquest consta de 2 temporades, la primera de 46 capítols, i la segona de 3. El primer capítol va ser estrenat el 5 de gener del 2018. L’últim capítol d’aquest programa va ser estrenat el 20 d’agost del 2019.
L’any 2019 va participar en el programa de stray kids: intro ''clé 1: miroh''. Aquest consta d’una temporada i un episodi. El capítol va ser estrenat el 17 de març del 2019.

## Programes de ràdio
El 12 d’abril del 2019 va sortir en un programa de ràdio de SBS, que es diu Choi Hwajeongs Power Time, junt amb Bang Chan y HyunJin.
El 15 d’abril del 2019 va sortir al programa de ràdio Power FM Young Street radio, junt amb HyunJin, Han i SeungMin.
El 15 de novembre del 2018 va sortir a la ràdio SBS Radio en el programa NCT Night Night, junt amb I.N, SeungMin, Han y HyunJin.

## Premis i nominacions
Felix junt amb Stray Kids ha estat nominat 80 premis, i d’aquests ha guanyat 27.

## Altres aficions
A part de rapejar, ballar i cantar, també té altres aficions i especialitats. Dues d’aquestes especialitats són el taekwondo i el Beatbox. També té aficions com escoltar música, anar de compres i la moda.